# 山田佳奈
山田佳奈（日语：／ Yamada Kana，1995年9月27日—），日本寫真偶像、藝人，於千葉縣出身。

## 生平
山田佳奈在出道成為在寫真偶像之前，曾在一間公司任職。她之後開始想辭職。就在此時，她被人發掘，決定成為攝影會的模特兒。但起初她的攝影會只有數名人士入場。之後在2021年9月透過首張寫真DVD《你覺得怎樣？》（どうかな？）正式出道成為寫真偶像。12月，她發表第2張寫真DVD《Maybe Love ～也許是愛？～》（Maybe Love 〜恋かな?〜），於當中飾演跟觀眾搭訕一起去旅行的失戀女子。當中山田的泳衣和躺在睡床上的場景獲得邁那比新聞（マイナビニュース）讚揚。
踏入2022年，山田亦繼續推出寫真作品。3月25日，她在《親密戀愛 與你到達呼氣也能聽到的距離》（密着恋愛 君と吐息が聞こえる距離で）一作中飾演跟前輩出差的办公室女职员。這部作品亦加入了綁縛和矇眼的元素。次月在秋葉原出席這部作品的發售紀念活動。6月，她發表在千葉縣取景的作品《Answer》，觀眾能從中觀賞山田穿上警察制服和泳衣後的樣子。
2023年1月，她獲得了「2022年度記者和編輯評選的寫真偶像獎」（記者・編集者が選ぶグラドルアワード2022）特別獎。3月，她的首部寫真集《KY》面世。這部寫真集於沖繩縣和茨城縣取景。她在出席發售紀念活動時表示自己一直以出版寫真集為目標，而《KY》的出版意味着自己達成了這一目標。但之後自己亦有其他目標。